# Loffe blir polis
Loffe blir polis är en svensk film från 1950 i regi av Elof Ahrle. Ahrle ses även i huvudrollen.

## Handling
Luffaren Loffe blir av en tillfällighet polis.

## Om filmen
Filmens manus skrevs av Arne Mehrens och Alexander Faragó. Musiken gjordes av Sune Waldimir, Göran Strindberg och Sven Nykvist fotograferade och Ragnar Engström klippte. Filmen hade premiär den 18 februari 1950 på biografen Grand i Nyköping. Den var 97 minuter lång och barntillåten.
Filmen spelades in mellan juli och september 1949 i Centrumateljéerna i Stockholm samt i Nyköping med omnejd. Inspelningstitlar var Loffe kommer till stan och Loffe som polis.

## Rollista
- Elof Ahrle – Loffe Frid
- Edel Stenberg – Anna
- Wiktor "Kulörten" Andersson – Trubbnos
- Fritiof Billquist	– Arvid Stolt, poliskommissarie
- Rut Holm – Tora Sjöblom
- Alf Östlund – kyrkoherde
- Jan Molander – Gustav Strömberg
- Hanny Schedin – Nora Sjöblom
- Stig Johanson – barnrik far
- Harry Ahlin – fastighetsägare
- Julius Mengarelli	– dansare
- Bellan Roos – hushållerska
- Folke Walder – tivoliägare
- Magnus Kesster – Andersson
- Bengt Bryme – arbetande far utan barnvakt
- Ragnar Widestedt – onykter bilförare
- Maja Håge	– dam vid dansbana
- Gunnel Wadner – hustru som blivit misshandlad
- Alexander von Baumgarten – hustrumisshandlare
- Alexander Faragó – T-Fordägare
- Lili Landre – Maja
- John Björling	– stationsinspektor
- Nils "Knas" Ohlson – tivoliindian
- Carl-Gustaf Lindstedt – tivoliindian
- Gunnar "Knas" Lindkvist – tivoliindian
- Mona Geijer-Falkner – bondmora
- Gunnar Lundin – bilskollärare
- Carl-Uno Larsson – pojke
- Arne Källerud – äkta man
- Chris Wahlström – äkta fru
- Astrid Bodin – bondmora
- Douglas Håge – kverulant
- Emmy Albiin – mor
- Gösta Ericsson – förste borgaren
- Ulf Qvarsebo – andre borgaren
- Carl-Axel Heiknert – man
- Gustaf Andersson – man

### Fotnoter
1. 1 2 3 4  ”Loffe blir polis”. Svensk Filmdatabas. http://sfi.se/sv/svensk-filmdatabas/Item/?itemid=4298&type=MOVIE&iv=Basic&ref=/templates/SwedishFilmSearchResult.aspx?id%3d1225%26epslanguage%3dsv%26searchword%3dloffe+blir+polis%26type%3dMovieTitle%26match%3dBegin%26page%3d1%26prom%3dFalse. Läst 14 februari 2013.